# Khurai
Khurai är en ort i Indien.   Den ligger i distriktet Sāgar och delstaten Madhya Pradesh, i den centrala delen av landet, 500 km söder om huvudstaden New Delhi. Khurai ligger 439 meter över havet och antalet invånare är 31 613.
Terrängen runt Khurai är mycket platt. Runt Khurai är det ganska tätbefolkat, med 185 invånare per kvadratkilometer. Det finns inga andra samhällen i närheten. Trakten runt Khurai består till största delen av jordbruksmark.